# Lista de radiodifusão internacional
Lista de estações públicas de rádio e televisão internacionais em língua portuguesa.

## Rádio

### Ativas
| País           | Emissora de rádio                   | Sítio na web |
| -------------- | ----------------------------------- | ------------ |
| Coreia do Sul  | Arirang Radio                       |              |
| Alemanha       | Deutsche Welle                      |              |
| Grécia         | ERT World Radio                     |              |
| Coreia do Sul  | KBS World Radio                     |              |
| Argentina      | Radiodifusión Argentina al Exterior |              |
| Cuba           | Rádio Havana Cuba                   |              |
| Espanha        | Rádio Exterior da Espanha           |              |
| Cuba           | Radio Reloj                         |              |
| Estados Unidos | Voz da América                      |              |
| França         | Rádio França Internacional          |              |
| Japão          | NHK World Rádio Japão               |              |
| Portugal       | RDP África                          |              |
| Portugal       | RDP Internacional                   |              |
| Rússia         | Radio Sputnik                       |              |
| Vaticano       | Rádio Vaticano                      |              |
| Turquia        | TRT World Radio                     |              |
| 🇧🇷 Brasil      | Electro Beats World                 | [21]         |

### Extintas
| País            | Emissora de rádio            |
| --------------- | ---------------------------- |
| China           | Rádio Internacional da China |
| Alemanha        | Rádio Berlim Internacional   |
| Bélgica         | Rádio Flandres Internacional |
| Canadá          | Rádio Canadá Internacional   |
| Estados Unidos  | Family Radio                 |
| Itália          | Rai Italia Radio             |
| Países Baixos   | Rádio Nederland              |
| Reino Unido     | BBC                          |
| Rússia          | Voz da Rússia                |
| Suécia          | Rádio Suécia Internacional   |
| União Soviética | Rádio de Moscou              |

## Televisão

### Ativas
| País           | Emissora de televisão          | Sítio na Web |
| -------------- | ------------------------------ | ------------ |
| Chile          | 13i                            |              |
| Estados Unidos | 3ABN                           |              |
| Filipinas      | AksyonTV International         |              |
| Catar          | Al Jazeera                     |              |
| Espanha        | Antena 3 Internacional         |              |
| Coreia do Sul  | Arirang TV                     |              |
| Brasil         | Band Internacional             |              |
| Reino Unido    | BBC World News                 |              |
| Brasil         | Canção Nova Internacional      |              |
| Colômbia       | Caracol Internacional          |              |
| China          | CGTN                           |              |
| Estados Unidos | CNN International              |              |
| Cuba           | Cubavisión Internacional       |              |
| Grécia         | ERT World                      |              |
| Estados Unidos | Fox News Channel               |              |
| França         | France 24                      |              |
| Filipinas      | GMA Life TV                    |              |
| Filipinas      | GMA News TV                    |              |
| Filipinas      | GMA Pinoy TV                   |              |
| Filipinas      | Kapatid TV5                    |              |
| Coreia do Sul  | KBS World                      |              |
| México         | Las Estrellas Internacional    |              |
| Coreia do Sul  | MBC                            |              |
| Japão          | NHK World-Japan                |              |
| Itália         | Rai Italia                     |              |
| Colômbia       | RCN Nuestra Tele Internacional |              |
| Brasil         | RecordTV Internacional         |              |
| Brasil         | RBTI                           |              |
| Portugal       | RTP África                     |              |
| Portugal       | RTP Internacional              |              |
| Coreia do Sul  | SBS International              |              |
| Brasil         | SBT Internacional              |              |
| Portugal       | SIC Internacional              |              |
| Portugal       | SIC Internacional África       |              |
| Argentina      | Telefe Internacional           |              |
| Estados Unidos | Telemundo Internacional        |              |
| Filipinas      | The Filipino Channel           |              |
| Turquia        | TRT World                      |              |
| França         | TV5Monde                       |              |
| França         | TV5Monde Afrique               |              |
| Brasil         | TV Brasil Internacional        |              |
| Chile          | TV Chile                       |              |
| Espanha        | TVE Internacional              |              |
| Brasil         | TV Globo Internacional         |              |
| Portugal       | TVI África                     |              |
| Portugal       | TVI Internacional              |              |
| Moçambique     | TVM Internacional              |              |
| Polónia        | TVP Polonia                    |              |
| Roménia        | TVR International              |              |

### Desaparecidas
| País           | Emissora de televisão |
| -------------- | --------------------- |
| Estados Unidos | NBC                   |
| Venezuela      | RCTV Internacional    |